# Sztuka rymotwórcza

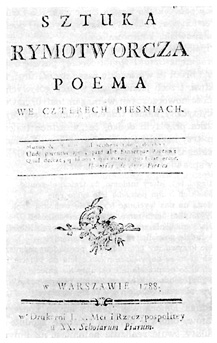
Strona tytułowa Sztuki rymotwórczej

Sztuka rymotwórcza – poemat dydaktyczny Franciszka Ksawerego Dmochowskiego opublikowany po raz pierwszy w 1788 roku. W założeniu miał być pomocą dydaktyczną dla szkół, jednak szybko zyskał popularność klasycystycznego podręcznika dla poetów i czytelników poezji. Autor zawarł w utworze całe doświadczenie poetyckie polskiego oświecenia, celowo pomijając prozę oraz retorykę. Utwór ten jednocześnie stanowi dzieło literackie o wysokiej wartości artystycznej.
Poemat składa się z czterech pieśni: pierwsza omawia ogólne zasady poezji, druga opisuje mniejsze formy poetyckie, trzecia została poświęcona tragedii, epopei i komedii, a czwarta zawiera uwagi względem poezji i poetów.
Poemat ten stanowi swobodną adaptację popularnego w Europie podręcznika poetyki klasycystycznej Nicolasa Boileau pt. Sztuka poetycka (Art poétique) (1674). Dmochowski wzorował się także na Liście do Pizonów Horacego, renesansowej poetyce Vidy oraz na utworze Pope'a An Essay on Criticism (1711). Jednak w przeciwieństwie do Boileau, w polskiej Sztuce rymotwórczej nie zawarto takich gatunków jak sonet, madrygał, rondo czy ballada, natomiast uwzględniono tradycyjne polskie formy wierszowane: fraszkę (którą Dmochowski jednocześnie nobilitował, uznawszy ją za odmianę epigramatu) oraz bajkę. W sposób nowatorski także opisał elegię oraz sielankę (zalecał jej typ realistyczny, niżej plasując sielankę rokokową, przychylnie wypowiadał się o sentymentalnych bukolikach Karpińskiego). Wiele miejsca Dmochowski poświęcił starożytnemu eposowi; jednak za wzorzec przywoływał Iliadę Homera, a nie Eneidę Wergiliusza, jak to uczynił Boileau. Fragmenty polskiego poematu dotyczące tragedii i komedii są jednak niejednoznaczne: z jednej strony autor broni zasady trzech jedności, z drugiej jednak dostrzega nowe możliwości techniczne ówczesnego teatru. Wybitnymi polskimi tragikami byli według Dmochowskiego tylko Kochanowski, Rzewuski i Wybicki. Odnosząc się do komedii, autor dostrzegał jej zalety dydaktyczne, jednak wyraźnie nie akceptował żywiołu komicznego; pominął komedie Zabłockiego, a o twórczości Bohomolca nie wyraził się pochlebnie.